# ورنسهاوزن
ورنسهاوزن (به آلمانی: Wernshausen) یک منطقهٔ مسکونی در آلمان است که در اشمالکالدن واقع شده‌است.
 ورنسهاوزن  ۳٬۰۷۳ نفر جمعیت دارد.